# František Horák (politik)

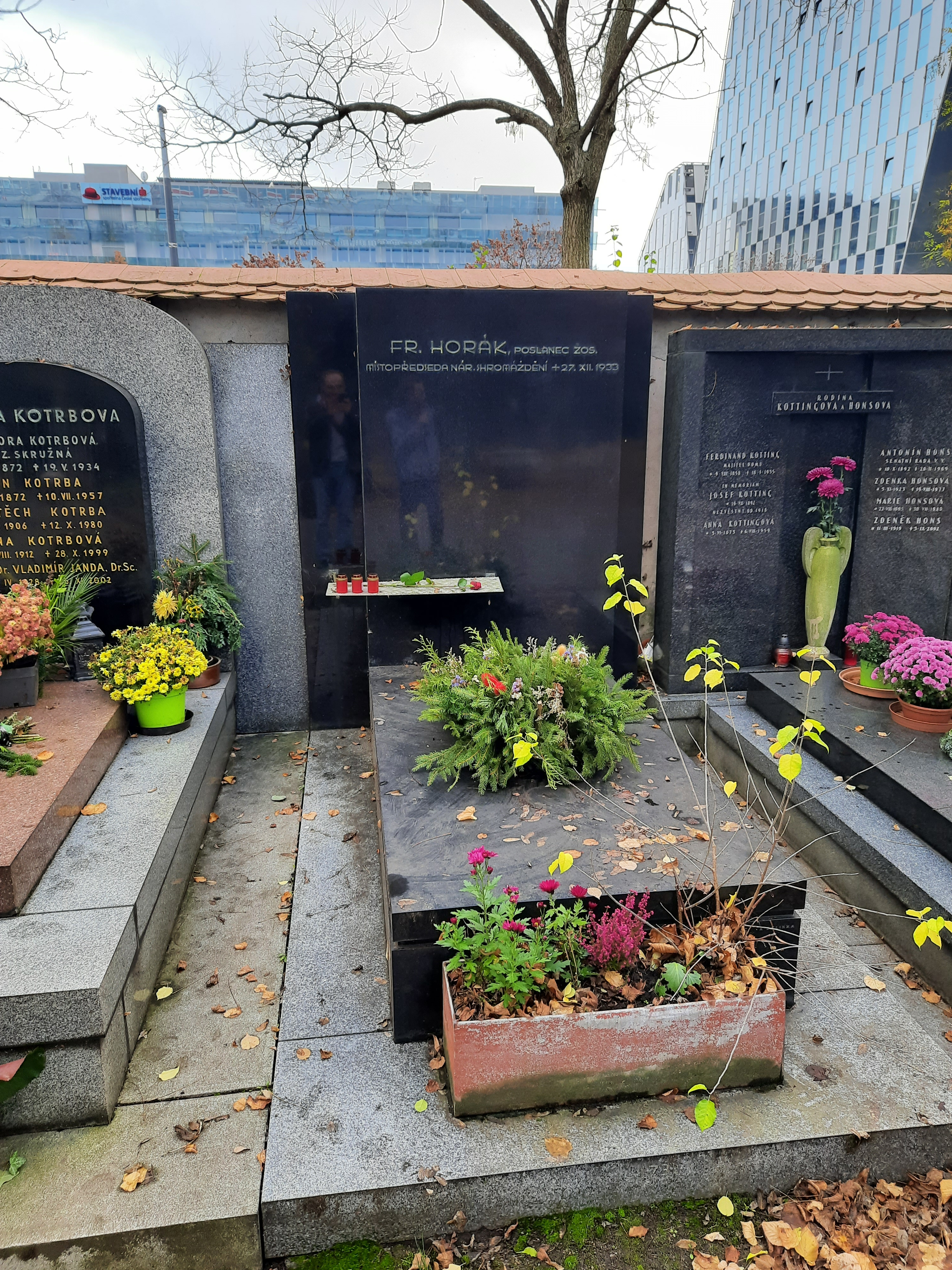
Hrob Františka Horáka na Olšanských hřbitovech

František Horák (1. dubna 1865 Mšec – 27. prosince 1933 Praha) byl československý politik a poslanec Národního shromáždění republiky Československé za Československou živnostensko-obchodnickou stranu středostavovskou.

## Biografie
Pocházel z rodiny úředníka na schwarzenberském velkostatku.Získal středoškolské vzdělání na gymnáziu v Praze a odborné vzdělání na obchodní akademii v Štýrském Hradci.Stal se obchodníkem. V roce 1906 se přestěhoval do Prahy a založil na Smíchově obchod s toaletními potřebami.
Už počátkem 20. století se veřejně angažoval spolu s pozdějšími poslanci Rudolfem Mlčochem a Josefem Václavem Najmanem se podílel na zakládání živnostenských politických spolků. Vydával týdeník Živnostenské právo, po roce 1918 proměněný v deník pod názvem Reforma. Roku 1907 se stal místopředsedou Zemského ústředního svazu řemeslnických a živnostenských besed, jednot a spolků v Českém království. Od roku 1911 pak předsedal nové politické straně nazvané Strana živnostnictva a obchodnictva českoslovanského v Čechách. Po roce 1918 se podílel na založení celostátní živnostenské strany. Vydával první stranická periodika a stál v čele dozorčí rady tiskařského podniku Čechie. V letech 1919–1933 byl předsedou zemského výboru strany pro Čechy. Během první republiky ale byl postupně Horákův vliv vytlačován nástupem Josefa Václava Najmana.
V parlamentních volbách v roce 1920 získal poslanecké křeslo v Národním shromáždění. Mandát obhájil v parlamentních volbách v roce 1925 a parlamentních volbách v roce 1929. Podle údajů k roku 1929 byl profesí výrobcem toaletních potřeb v Praze na Smíchově.
Zemřel ve Všeobecné nemocnici na české klinice v Praze v prosinci 1933. Pohřben byl na Olšanských hřbitovech.
Po jeho smrti na jeho poslanecké křeslo usedl Jan Pelnář.
Jeho prasynovcem je politik Martin Bursík.